# مقر الحكومة، يريفان
يقع مقر الحكومة في جمهورية أرمينيا (الأرمينية: Հայաստանի Հանրապետության կառավարական տուն ؛هاياستاني هانرابيتوتيان كارافاراكان تون) في ساحة الجمهورية، يريفان. صممه الكسندر تامانيان، الذي حصل على جائزة الدولة السوفييتية في عام 1942 لهذا العمل. 